# هيلين مورس
هيلين مورس (بالإنجليزية: Helen Morse)‏ هي ممثلة بريطانية وأسترالية، ولدت في 24 يناير 1947 في Harrow on the Hill ‏ في المملكة المتحدة.

## وصلات خارجية
- هيلين مورس على موقع IMDb (الإنجليزية)
- هيلين مورس على موقع أول موفي (الإنجليزية)
- هيلين مورس على موقع قاعدة بيانات الفيلم (الإنجليزية)